# Faim d'azote
 (juin 2017).
Si vous disposez d'ouvrages ou d'articles de référence ou si vous connaissez des sites web de qualité traitant du thème abordé ici, merci de compléter l'article en donnant les références utiles à sa vérifiabilité et en les liant à la section « Notes et références ».
La « faim d'azote », également appelée effet dépressif est, en agronomie, une utilisation de l'azote du sol par les micro-organismes qu'il contient, pour décomposer un apport récent de matière organique déposé en surface ou enfoui dans le sol, lorsque cet apport se révèle trop riche en carbone et trop pauvre en azote (paille, branches, compost trop ligneux…). La décomposition de cette matière organique avec un rapport C/N trop élevé, est assurée par les micro-organismes telluriques (champignons et bactéries) qui, par le processus de minéralisation, prélèvent de l'azote supplémentaire dans le milieu pour leur métabolisme (la biomasse microbienne ayant en effet un rapport C/N entre 5 et 10, mais un équilibre nutritionnel qui se situe à un rapport C/N de 20,), créant ainsi une pénurie d'azote pour les plantes. Ces micro-organisme immobilisent temporairement l'azote du sol aux dépens des plantes en place, en particulier pour les jeunes plantes. Cette carence provisoire d'azote dans les cultures se manifeste par un arrêt de la croissance des plantes et parfois un jaunissement du feuillage (chlorose). L'effet dépressif n'est que provisoire : il dure autour de 6 mois. Il prend fin lorsque toutes les matières organiques sont bien décomposées, transformées en humus, le carbone étant perdu par minéralisation plus rapidement que l'azote de sorte que le rapport C/N diminue au cours du temps et tend vers une valeur caractéristique des humus formés dans différentes conditions (vers 10 dans les sols cultivés). L'azote est de nouveau suffisant pour assurer une multiplication microbienne, et même une minéralisation nette,..

## Mécanisme
L'apport d'une grande quantité de carbone provoque une forte activité métabolique des micro-organismes, qui vont également se multiplier. L'azote entre dans la composition de nombreux composites et métabolites microbiens, comme les protéines. 100 g de carbone métabolisé requièrent environ 4 g d'azote.
Si l'apport organique est insuffisamment riche en azote, par exemple pour de la paille avec un rapport C/N de 100 (65 à 150 selon les sources), il manque alors 3 g d'azote pour 100 g d'apport, qui seront nécessairement puisés dans le sol. Cette quantité est immobilisée pendant la durée de la transformation microbienne, dont le métabolisme entre directement en concurrence avec les racines des plantes. Parfois, l'azote vient à manquer pour les micro-organismes eux-mêmes et la décomposition de la matière organique se ralentit.
La cinétique de décomposition microbienne se rétablit lorsque le rapport C/N dans le sol se rapproche de nouveau du ratio 100/4. La respiration microbienne transforme le carbone en dioxyde de carbone, éliminé sous forme gazeuse, alors que l'azote reste dans le sol.
L'immobilisation bactérienne des nutriments n'est pas limité à l'azote, c'est un phénomène connu en agriculture qui s'applique aussi à d'autres nutriments.

## Cinétique
La préparation de la matière organique influe sur l'amplitude de l'effet dépressif. La paille mélangée au sol génère une faim d'azote importante, d'autant plus lorsqu'elle est broyée. Quand elle est simplement épandue sur le sol, la dégradation est beaucoup plus lente.
D'autres compensent le manque d'azote par un ajout concomitant ou précédent d'apport azoté comme de la corne broyée, qui contient 13% d'azote, du compost bien mûr, de l'extrait d'ortie ou pratiquent la rotation des cultures avec des Fabacées (qui fixent seules l'azote de l'air) suivies l'année suivante de plantes gourmandes comme les Solanacées, Cucurbitacées, Brassicacées. Dans ce dernier cas, il est primordial de couper et non d'arracher les Fabacées, pour laisser en place leurs systèmes racinaires dotés les nodosités riches en azote. Ces nodosités vont peu à peu restituer l'azote aux micro-organismes du sol et participent à la pédogénèse.